# Tindi Hegeh
Tindi Hegeh är ett berg i Algeriet.   Det ligger i provinsen Tamanrasset, i den södra delen av landet, 1 600 km söder om huvudstaden Alger. Toppen på Tindi Hegeh är 1 545 meter över havet.
Terrängen runt Tindi Hegeh är platt åt sydväst, men åt nordost är den kuperad. Trakten runt Tindi Hegeh är nära nog obefolkad, med mindre än två invånare per kvadratkilometer. Närmaste större samhälle är Tamanrasset, 9,5 km söder om Tindi Hegeh. Trakten runt Tindi Hegeh är ofruktbar med lite eller ingen växtlighet.